# Другая женщина (Остаться в живых)
«Другая женщина» (англ. The Other Woman) — шестая серия четвёртого сезона телесериала «Остаться в живых». Центральный персонаж в третий раз за сериал — Джульет Бёрк. Это вторая серия за сезон, где показывается прошлое.

## Сюжет

### Воспоминания
Джульет только-только прибыла на остров. Она разговаривает с женщиной-психологом других — Харпер Стэнхоуп. Джульет не понимает, почему другие уделяют ей так много внимания. Она спрашивает это у психолога, но та говорит, что ей так кажется. Она явно невзлюбила Джульет. К ним входит Том и говорит, что Джульет надо идти. Они идут через посёлок других. Бен выделил ей отдельный дом, Джульет удивлена этому. Бен лично встречает её у дома, который украшен цветами. Позже Джульет плачет в медкабинете одна. К ней заходит Гудвин. Они знакомятся. Джульет говорит, что ей тяжело на острове, и что она сожалеет, что беременные умирают на острове. Она помогает Гудвину обработать ожог. Он говорит, что это технический ожог (от прикосновения к трансформатору), но Джульет понимает, что этот ожог — химический. Позже Джульет вновь разговаривает с психологом. Оказывается, что это жена Гудвина. Она говорит, что знает, что у них любовь и они занимаются любовью. Она говорит, что все другие видят, что её любит Бен. И она говорит, что он коварный человек, и боится за Гудвина и просит её расстаться с ним ради него же. Но Джульет и Гудвин продолжают встречаться. Они много времени проводят вместе, разговаривают. Гудвин рассказывает, что он работает на химической станции с опасными химическими веществами, которые могут всех погубить на острове. Позже другие наблюдают падение самолёта Oceanic 815. Бен посылает Итана и Гудвина к выжившим. Джульет видит испуганный взгляд жены Гудвина. Позже на ужин к Джульет приходит Бен. Девушка удивлена, она думала, что на ужине будет много народу. Но Бен говорит, что ему нужна только она. Мы видим, что он её любит, но она его — нет. Джульет говорит, что после смерти Итана Гудвина можно отозвать, но Бен не соглашается. Позже он ведёт её в джунгли и показывает труп Гудвина с колом в груди. Он говорит, что свидетелей не было, но, видимо, выжившие узнали, что он другой. Джульет плачет. Она говорит Бену, что он всё специально подстроил, а тот, вместо того, чтобы успокоить её, кричит ей, что она принадлежит ему.

### Остров
На пляже замечают, что Фарадей и Шарлотта пропали. Джин говорит, что они собрались и ушли несколько часов назад. Джек и Джульет идут за ними. В джунглях Джульет слышит шёпоты, и вдруг появляется Харпер Стэнхоуп — вдова Гудвина. Она говорит, что её послал Бен передать ей, что Фарадей и Льюис пошли на станцию Буря выпустить газ и убить всех на острове. Джульет должна помешать им и убить их. Затем к ним подбегает Джек, психолог советует ему помочь Джульет и исчезает. Кейт возвращается из лагеря Лока. По пути она встречает Даниеля Фарадея и Шарлотту. Шарлотта уговаривает Фарадея что-то сделать в будущем. Кейт разговаривает с ними. Она видит противогазы в их портфелях. Шарлотта вырубает Кейт. Локк приходит к Бену и предлагает ему съесть кролика. Бен говорит Локку, что в его лагере грядёт бунт. Он предлагает выпустить его из плена в обмен на информацию о шпионе на корабле и о том, кто нанял корабль. Локк соглашается. Джульет и Джек находят оглушённую Кейт в джунглях. Она рассказывает им о том, что случилось. Джульет тихо уходит от них и дальше идёт одна. В лагере Локка Бен показывает тому свой сейф (код 36-15-23). В сейфе видеокассета, на которой запечатлён хозяин корабля. Он включает плёнку. Какой-то человек, окружённый телохранителями, выходит из Бентли Арнажа. Он одет в шикарный костюм, и это — Чарльз Уидмор, отец Пенелопы Уидмор, подруги Десмонда. Бен называет его имя Локку. Уидмор избивает какого-то человека. Бен говорит, что это его человек, и Уидмор хочет узнать информацию об острове. Затем он замечает, что его снимают, и плёнка кончается. Бен говорит, что это коварный и могущественный человек, и даёт его досье Локку. Джульет с пистолетом входит на станцию Буря. Она слышит компьютерные предупреждения об утечке химикатов и заражения острова. Она видит Фарадея в костюме химзащиты у компьютера. Джульет стягивает с него противогаз и говорит, что если он выпустит газ, то тоже умрёт. Но Даниел говорит, что, наоборот, он хочет обезвредить газ. Сзади на Джульет набрасывается Шарлотта, завязывается драка. Побеждает Джульет, она видит, что до выпуска газа остаётся несколько секунд. Фарадей что-то быстро делает на компьютере. И внезапно появляется надпись, что газ обезврежен. Джульет и Шарлотта выходят со станции. К ним подходят Джек и Кейт. Джульет говорит, что всё в порядке. Газ обезврежен, Даниел заканчивает что-то делать на станции. Кейт идёт с Шарлоттой внутрь — посмотреть, что там происходит, а Джек и Джульет остаются на улице. Джульет говорит, что Бен приказал ей убить их, хотел её обмануть. Она говорит, что он всемогущий человек, что он всегда добивается своего, и он всё равно выиграет, и когда он выиграет, Джеку лучше быть подальше от неё, так как Бен считает, что Джульет — его. Они целуются. В лагере Локка Хёрли и Сойер удивлённо видят, что Бен спокойно гуляет на свободе. Бен говорит, что они увидят друг друга за ужином.